# ژیرونس
ژیرونس (به اسپانیایی: Gironés) یک منطقهٔ مسکونی در اسپانیا است که در استان خیرونا واقع شده‌است. ژیرونس ۵۷۵٫۶ کیلومتر مربع مساحت و ۱۸۵٬۰۸۵ نفر جمعیت دارد.